# Étoile olympique La Goulette Kram (volley-ball)
Pour le club omnisports, voir Étoile olympique La Goulette Kram.
Maillots
L'Étoile olympique La Goulette Kram est un club tunisien de volley-ball participant au championnat national.
Ce club est né de la réunification du Club sportif goulettois et du Club olympique du Kram en 1968, le premier étant lui-même issu de la réunification de l'Étoile sportive goulettoise et de l'Union sportive goulettoise en 1961.
Après avoir été l'un des bastions du volley-ball tunisien, l'équipe goulettoise est depuis quelques années en deuxième division et n'a fait qu'une courte réapparition parmi l'élite en 2005-2006.

## Palmarès
Club sportif goulettois
- Coupe de Tunisie masculine de volley-ball :
  - Finaliste : 1963, 1967

Étoile sportive goulettoise
- Championnat de Tunisie masculin de volley-ball :
  - Vainqueur : 1959, 1961
- Coupe de Tunisie masculine de volley-ball :
  - Vainqueur : 1957, 1958
  - Finaliste : 1961

Union sportive goulettoise
- Coupe de Tunisie masculine de volley-ball :
  - Finaliste : 1959

Étoile olympique La Goulette Kram
- Championnat de Tunisie masculin de volley-ball : 
  - Vainqueur : 1974
- Coupe de Tunisie masculine de volley-ball :
  - Finaliste : 1971, 1976, 1983